# Schwarzbach (Landkreis Greiz)

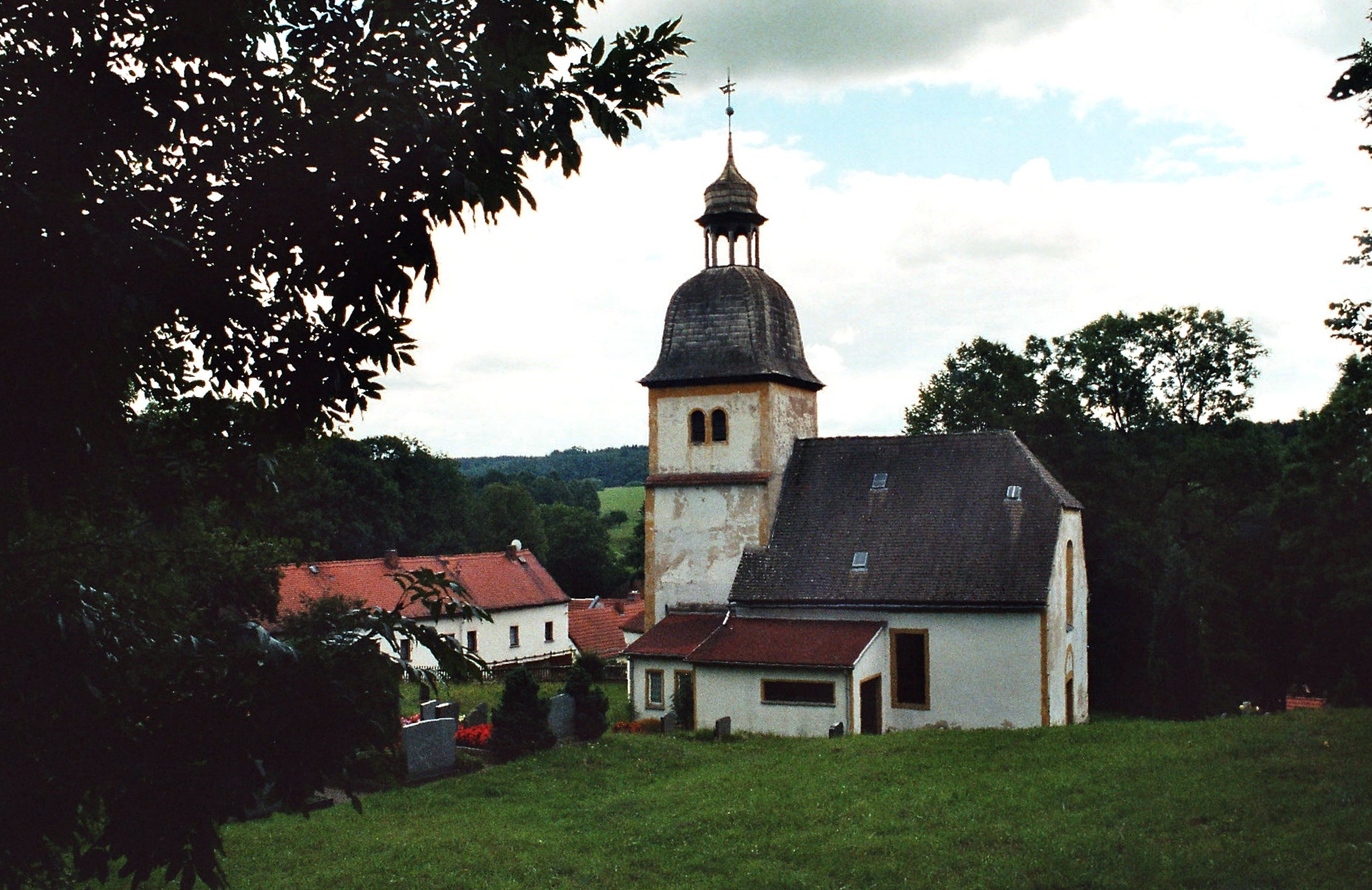
Kirche zu Schwarzbach

Die thüringische Gemeinde Schwarzbach liegt im Landkreis Greiz und gehört zur Verwaltungsgemeinschaft Münchenbernsdorf.

## Nachbargemeinden
Angrenzende Gemeinden sind Harth-Pöllnitz und Lederhose im Landkreis Greiz, Renthendorf im Saale-Holzland-Kreis sowie Geroda und die Stadt Triptis im Saale-Orla-Kreis.

## Geschichte
Erstmals urkundlich erwähnt wurde Schwarzbach im Jahr 1378.

### Einwohnerentwicklung
Entwicklung der Einwohnerzahl (31. Dezember):
| - 1994: 249 - 1995: 268 - 1996: 272 - 1997: 261 - 1998: 275 - 1999: 261 | - 2000: 264 - 2001: 266 - 2002: 264 - 2003: 253 - 2004: 251 - 2005: 250 | - 2006: 249 - 2007: 240 - 2008: 231 - 2009: 224 - 2010: 222 - 2011: 236 | - 2012: 235 - 2013: 223 - 2014: 224 - 2015: 229 - 2016: 235 - 2017: 230 | - 2018: 226 - 2019: 223 - 2020: 222 - 2021: 212 - 2022: 212 - 2023. 212 |

 Datenquelle: Thüringer Landesamt für Statistik

## Wirtschaft und Infrastruktur

### Wasserver- und Abwasserentsorgung
Die Gemeinde Schwarzbach ist Mitglied im Zweckverband Wasser / Abwasser Mittleres Elstertal. Dieser übernimmt für die Gemeinde die Trinkwasserversorgung und Abwasserentsorgung.

## Kultur und Sehenswürdigkeiten
- Kirche Schwarzbach

## Söhne und Töchter der Gemeinde
- Bernhard von Pölnitz (1569–1628), Kanzler und Geheimer Rat des Kurfürsten Johann Georg I. von Sachsen in Dresden und Oberhofrichter
- Christoph Gottfried Ungibauer (1701–1758), evangelischer Pfarrer, Autor theologischer Schriften, Förderer des Kartoffelanbaus nahe Leipzig
- Wilhelm Schilling (1790–1874), Zoologe, Konservator am Zoologischen Museum Greifswald
- Hermann Theodor Geyler (1835–1889), Botaniker und Paläobotaniker